# Tân Trào, Tuyên Quang
Tân Trào là một xã thuộc tỉnh Tuyên Quang, Việt Nam.

## Diện tích, dân số
Xã có diện tích 34,89 km², dân số năm 1999 là 3776 người, mật độ dân số đạt 108 người/km².

## Hướng dẫn đến
Đường đi đến:
- Từ thành phố Tuyên Quang đi theo quốc lộ 37 (Tuyên Quang – Thái Nguyên) khoảng 30 km đến ngã ba thị trấn Sơn Dương, rẽ trái đi theo Quốc lộ 2C (Sơn Dương – Tân Trào – Kim Quan) 10 km là đến.
- Từ thành phố Tuyên Quang qua cầu Nông Tiến 4 km đến ngã ba Chanh, rẽ trái đi theo Quốc lộ 2C (Chanh – Tân Trào) 40 km là đến

## Hành chính
Tân Trào gồm các thôn: thôn Cả, thôn Bòng, thôn Thia, thôn Tiền Phong, thôn Tân Lập, thôn Lũng Búng, thôn Vĩnh Tân, thôn Mỏ Ché

## Các di tích
Các di tích: Tân Trào được ví như Thủ đô gió ngàn, với nhiều di tích, địa điểm gắn liền các hoạt động của Chủ tịch Hồ Chí Minh, Trung ương Đảng, Chính phủ trong 2 cuộc kháng chiến chống đế quốc Mỹ và thực dân Pháp, có thể kể đến như: Cây đa Tân Trào, đình Tân Trào, đình Hồng Thái, lán Hang Bòng, văn phòng Thủ tướng phủ Chủ tịch phủ, Lán Nà Lừa, di tích Ủy ban kiểm tra Trung ương Đảng, di tích Ban Nông vận Trung ương, Ban Thi đua ái quốc, di tích lịch sử Nha công an,...